# Ja sam samo jedan od mnogih s gitarom
A Ja sam samo jedan od mnogih s gitarom a Srebrna krila együttes második nagylemeze, mely 1980-ban a Jugoton kiadásában. Katalógusszáma: LSY 68070. A belső borítón megtalálhatók a daslzövegek, a lemezhez pedig egy kivágható melléklet is tartozik.

## Az album dalai

### A oldal
1. Ja sam samo jedan od mnogih sa gitarom (3:14)
2. Đavo (2:38)
3. Kucni tri put' na vrata (2:58)
4. Prvi slatki grijeh (3:10)
5. Pričao bih ti o sebi (4:41)

### B oldal
1. Non stop (3:54)
2. Grešnica (3:18)
3. Ruku na srce, vražja si cura (2:51)
4. Zvali smo je Ljilja (3:33)
5. Ostani (3:02)